# 開往春天的地鐵
《開往春天的地鐵》（英語：Spring Subway）是一部2002年的中国大陆爱情电影，张一白导演，徐静蕾、耿乐主演。该片以大都市生活为背景，代表了中国相对较新的艺术风格“商业艺术电影”，旨在吸引中国年轻的中产阶层。《开往春天的地铁》是一部具有倒叙的叙事风格的影片。在叙事时间中，人物形象往往突破“第四面墙”，而直接与观众对话。该影片由刘奋斗编剧，北京电影学院青年电影制片厂和北京电橙文化发展有限公司联合制作，寰亚综艺集团发行。

## 故事情节
建斌（耿乐饰）和小慧（徐静蕾饰）是从外地来到北京工作、生活的一对年轻夫妇。影片开始，夫妻俩感到生活很无聊，他们在一个屋檐下生活了七年，彼此心中有一种说不出的感觉。小慧在一个设计室工作，在工作中认识了客户中的一个名叫“老虎”的咖啡店老板（张杨饰）。建斌最近刚失业，而他不愿意告诉小慧真相。每天早晨，他穿工作装出门，把公文包藏在公共厕所内，然后就在地铁里打发一天的时光。每天乘坐地铁时，建斌（角色和观众互现交流）发现了影片中出现的其他几对恋情角色。王要（范伟饰），一个34岁的厨师，由于初次约会对象丽川（王宁饰）在瓦斯爆炸中受重伤而神情沮丧。他在地铁里遇到一个女孩（柯蓝饰）正在推销健康食品。不久前，这个女孩发现她的男朋友一直在欺骗她并且决定离开她。这对“不幸的旅客”最终爱上对方并决定结婚。一名叫大明的年轻男子（涂强饰）和摄影店的一个女职员天爱（高圆圆饰）的爱情故事也发生在地铁里。大明非常害羞，他把自己的照片交给天爱让她冲洗，其实是想约她出来。但他却在和她见面的最后一刻跑了。当天爱最终找到他并在地铁里给予他鼓励时，他也羞于开口。可是当地铁离站时，他用手语告诉了天爱他是个聋哑人。 
作为剧中主人公的建斌，他的生活似乎已经失控：无法支付租金，钱也快花光了。他突然意识到，他的妻子可能有外遇。小慧和老虎只保持着“柏拉图式”的爱情。建斌告诉他妻子自己工作的事情，他说公司决定送他到法国去培训。实则，他开始考虑离开小慧。从王要那儿得知那个受伤的女老师的事情后，建斌假装那个厨师去医院看望了她，两人开始成为比较好的朋友。建斌决定当面质问老虎，他用打火机点燃了老虎的报纸后，他和小慧的婚姻关系似乎也走到了尽头。建斌和小慧都不愿挑明他们之间的关系。在建斌准备他的“法国之旅”时，小慧觉察到建斌已经失去了他的工作，并在过去的6个月里一直地铁里打发时间。建斌没有去机场，而是在丽川拆绷带之日直奔医院看望她。在丽川能看到建斌之前，他默默地离去了。对建斌而言，他还是爱着他的妻子——小慧。建斌和小慧在他们七年前刚来到北京时的同一地铁站相遇，默默无语地看着对方。（音乐响起）影片结束。

## 主演
- 耿乐 饰 建斌，28岁，在北京，刚失业但每天仍装作照常工作，实则乘地铁打发时间。
- 徐静蕾 饰 小慧，与建斌结婚7年的妻子。
- 張揚 饰 老虎，小慧的顾客。
- 王宁 饰 丽川，受伤的教师。
- 范伟 饰 王要，厨师。[2]
- 柯蓝 饰 女销售员。
- 高圆圆 饰 天爱，女店员，大明的暗恋对象。
- 饰 大明，建斌在火车上遇见的年轻人。

## 制作历史
这是张一白执导的电影处女作。之前，他曾从事音乐和电视节目制作。《开往春天的地铁》不仅是刘奋斗的北京电橙文化发展有限公司独立制作的电影，也是他首次担当编剧和制片人的电影。和许多中国独立制作电影不同，《开往春天的地铁》得到国家音像、影视管理部门的官方赞助。
影片的中文涵义：“七年了，还会有爱情吗？”

### 音乐
- YouTube上的〈開往春天的地鐵〉，3分43秒。
- 编曲：张亚东
- 填词：吴向飞
- 演唱：羽泉[3]

## 影评
《开往春天的地铁》的重要性在于它代表了中国电影新的艺术风格。与第六代电影导演贾樟柯和王小帅的作品常被有关方面禁演并富有争议性不同，张一白的《开往春天的地铁》得到了有关部门的支持。总之，就像一个影评人所言：它是“有事业心的中国电影独立制作”的模式和典范，它规避了国有制作方参与却在商业和艺术上取得了成功。尤其是，张一白的电影反映并打破了中国电影在国际电影节的固有形象，并取得了可喜的声誉。有些人在评价这部作品时说：“它还需要更加国际化”。夏威夷国际电影节的一位影评人称赞该影片具有国际视野，它的故事会发生在世界任何一座城市；毫无疑问，每一位有爱心的人都会体味到剧中人物带给我们的感情冲击。
在一系列电影节包括：意大利乌迪内电影节，法国戛纳电影节，美国西雅图等电影节中获得成功。它也在2002年5月在中国国内发行。